# Erika Géczi
Erika Géczi (* 10. März 1959 in Budapest) ist eine ehemalige ungarische Kanutin.

## Karriere
Erika Géczi gewann 1982 in Belgrad bei den Weltmeisterschaften ihre ersten internationalen Medaillen, als sie über 500 Meter im Zweier-Kajak den zweiten und im Vierer-Kajak im dritten Platz belegte. Im Jahr darauf wiederholte sie in Tampere den Erfolg im Zweier-Kajak mit dem erneuten Gewinn der Silbermedaille. 1985 wurde sie in Mechelen mit dem Vierer-Kajak wie schon 1982 Dritte, 1986 gelang ihr in Montreal schließlich im Vierer-Kajak der erste Titelgewinn. 1987 schloss sie die Weltmeisterschaften in Duisburg mit dem Vierer-Kajak auf dem zweiten Platz ab.
Géczi nahm 1988 an den Olympischen Spielen in Seoul teil, bei denen sie neben Erika Mészáros, Éva Rakusz und Rita Kőbán zur Crew des ungarischen Vierer-Kajaks gehörte. Die Mannschaft gewann ihren Vorlauf, womit sie sich direkt für das Finale qualifizierte. Mit einem Rückstand von knapp einer Sekunde auf den deutschen Vierer überquerten sie in diesem nach 1:41,88 Minuten als zweitschnellstes Team die Ziellinie und sicherten sich die Silbermedaille. Dritte wurden die Bulgarinnen.